# Sanja Jovanović
Sanja Jovanović (ur. 15 września 1986 w Dubrowniku) – chorwacka pływaczka, mistrzyni świata na krótkim basenie, dwukrotna brązowa medalistka mistrzostw Europy oraz 7-krotna medalistka mistrzostw Europy na krótkim basenie.
Specjalizuje się w stylu grzbietowym. Trzykrotnie startowała na dystansach 100 i 200 m tym stylem podczas igrzysk olimpijskich w Atenach (2004), Pekinie (2008) i Londynie (2012), nie kwalifikując się do finałów.
Podczas odbywających się mistrzostw Europy na krótkim basenie w Stambule 12 grudnia 2009 ustanowiła rekord świata na dystansie 50 m stylem grzbietowym, osiągając czas 25,70 s. Wcześniej trzykrotnie była rekordzistką świata na tym dystansie na basenie 25 m.

## Osiągnięcia

### Mistrzostwa świata (basen 25 m)
- 2008 Manchester:  (50 m grzbietowym)
- 2008 Manchester:  (100 m grzbietowym)

### Mistrzostwa Europy (basen 50 m)
- 2004 Madryt:  (200 m grzbietowym)
- 2008 Eindhoven:  (50 m grzbietowym)
- 2012 Debreczyn:  (50 m grzbietowym)

### Mistrzostwa Europy (basen 25 m)
- 2007 Debreczyn:  (50 m grzbietowym)
- 2007 Debreczyn:  (100 m grzbietowym)
- 2008 Rijeka:  (50 m grzbietowym)
- 2008 Rijeka:  (100 m grzbietowym)
- 2009 Stambuł:  (100 m grzbietowym)
- 2009 Stambuł:  (50 m grzbietowym)
- 2010 Eindhoven:  (50 m grzbietowym)
- 2012 Chartres:  (50 m grzbietowym)